# Файгород
Файгород — селище в Україні, у Городківській сільській громаді Тульчинського району Вінницької області. Населення становить 101 особу.

## Історія
Село є лауреатом конкурсу «Сама позитивна назва населеного пункту» 2012 року.
7 (20) листопада 1917 року, відповідно до Третього Універсалу Української Центральної Ради, увійшло до складу Української Народної Республіки.
12 червня 2020 року, відповідно до Розпорядження Кабінету Міністрів України від  № 707-р «Про визначення адміністративних центрів та затвердження територій територіальних громад Вінницької області», увійшло до складу Городківської сільської територіальної громади.
19 липня 2020 року, в результаті адміністративно-територіальної реформи та ліквідації Крижопільського району, селище увійшло до складу Тульчинського району.